# Francisco Rojas
Francisco Ulises Rojas Rojas (ur. 22 lipca 1974 w La Serena) – piłkarz chilijski grający na pozycji prawego lub lewego obrońcy.

## Kariera klubowa
Rojas piłkarską karierę rozpoczął w klubie Deportes La Serena z rodzinnego miasta La Serena. W jego barwach zadebiutował w 1993 roku w lidze chilijskiej. W Deportes grał przez rok i w 1994 roku przeszedł do ówczesnego mistrza kraju, CSD Colo-Colo. Zdobył z nim Puchar Chile, a w 1996 roku sięgnął po dublet (mistrzostwo i krajowy puchar). W połowie 1996 roku został piłkarzem hiszpańskiego CD Tenerife (debiut w Primera División: 1 września w wygranym 6:0 meczu z CD Compostela, w którym zdobył gola). W Tenerife nie zdołał wywalczyć miejsca w podstawowym składzie i zaliczył tylko 7 meczów, a już w 1997 roku wrócił do CSD Colo-Colo. Został z nim mistrzem fazy Clausura, a w 1998 - mistrzem całego sezonu. W CSD Colo-Colo grał do końca 2000 roku.
Latem 2001 Rojas znów trafił do Europy i tym razem występował w austriackim Sturmie Graz. Był jego podstawowym zawodnikiem i w 2002 roku wywalczył z tym klubem wicemistrzostwo Austrii. Doszedł także do finału Pucharu Austrii, a w Sturmie występował do 2005 roku. Rozegrał 93 mecze w Bundeslidze i zdobył w nich 13 bramek.
W 2006 roku Francisco wrócił do Chile. Został piłkarzem Unión Española i grał tam przez jeden cały sezon. W 2007 roku wrócił do rodzinnej La Sereny i ponownie występuje w drużynie Deportes.

## Kariera reprezentacyjna
W reprezentacji Chile Rojas zadebiutował w 1995 roku. W 1998 roku został powołany przez Nelsona Acostę do kadry na Mistrzostwa Świata we Francji. Na tym turnieju był podstawowym zawodnikiem Chile i zagrał w trzech meczach grupowych z Włochami (2:2), z Austrią (1:1) i z Kamerunem (1:1). Ostatni mecz w reprezentacji rozegrał w 2005 roku. Wystąpił na Copa América 1999 i Copa América 2001. W kadrze narodowej zagrał 31 razy.